# Ciclismo nos Jogos Paralímpicos de Verão de 2008
O torneio de Ciclismo nos Jogos Paraolímpicos de Verão de 2008 foi disputado entre 7 de setembro e 14 de setembro. As corridas serão realizadas no Velódromo Laoshan, em Pequim, na China.